# مارك سميث (ممثل أمريكي)
مارك سميث (بالإنجليزية: Marc Smith)‏ هو ممثل أمريكي، ولد في 21 يناير 1945 في سانت لويس في الولايات المتحدة، وتوفي في 24 ديسمبر 2006 في لندن في المملكة المتحدة.

## أعمال

### أفلام
- (1973) عش ودعهم يموتون
- (1979) حاصد القمر[1]

## وصلات خارجية
- مارك سميث على موقع IMDb (الإنجليزية)
- مارك سميث على موقع ألو سيني (الفرنسية)
- مارك سميث على موقع أول موفي (الإنجليزية)
- مارك سميث على موقع قاعدة بيانات الأفلام السويدية (السويدية)
- مارك سميث على موقع قاعدة بيانات الفيلم (الإنجليزية)
- مارك سميث على موقع كينوبويسك (الروسية)
- مارك سميث على موقع كينوبويسك (الروسية)
- مارك سميث على موقع كينوبويسك (الروسية)